# بوي ستوري
بوي ستوري هي فرقة فتيان صينية
مكونه من 6 اعضاء هانيو زيهاو شينلونغ زيو مينغروي شويانغ تأسست من قبل شركة جاي واي بي إنترتينمنت في 2018.